# Хавастский район
Хавастский район (узб. Xovos tumani / Ховос тумани) — административная единица в Сырдарьинской области Узбекистана. Административный центр — городской посёлок Хаваст.

## История
В 1930—1950-х годах земли Хавастского района с административным центром в посёлке Урсатьевская входили в состав Ташкентской области. 7 марта 1959 года Хавастский район был упразднён, а его территория передана в административное подчинение городу Янгиеру.
В 1961 году был создан Янгиерский район, который в 1963 году влился в состав новосформированной Сырдарьинской области. В 1975 году переименован в Хавастский район. В 2004 году граница района была изменена.

## Административно- территориальное деление
По состоянию на 1 января 2011 года в состав района входят:
- Городской посёлок Хаваст.
- 12 сельских сходов граждан:

1. Бинокор,
2. Гульбахор,
3. Зафарабад,
4. Карвансарой,
5. Кахрамон,
6. Пахтакор,
7. Сохибкор,
8. Туркистан,
9. Фархад,
10. Хаватаг,
11. Хуснабад,
12. Чаманзар.